# 谢安山
谢安山（1933年1月—），男，河北宁津（今属山东）人，中华人民共和国政治人物。

## 生平
毕业于东北人民大学法律专业，1983年5月，担任中共吉林省委政法委副秘书长、秘书长。1987年7月，任吉林省高级人民法院副院长、院长。1992年，担任最高人民法院副院长。1998年3月，第九届全国人大第一次会议上，他当选全国人民代表大会常务委员会委员。